# Laser HT
Laser HT (ehemals Kiekko-Laser) ist ein finnischer Eishockeyclub aus Oulu, der 2005 aus der Fusion der Vereine Kiekko-Oulu und Laser HT entstand. Ab 2010 gehört die erste Herrenmannschaft der Mestis an, ehe der Verein im Dezember 2011 Insolvenz anmeldete und den Spielbetrieb der Männermannschaft einstellte. Ihre Heimspiele absolvierte die Mannschaft von Laser in der 6.614 Zuschauer fassenden Oulun Energia Areena. Ab 2017 spielt Laser HT wieder in der Suomi-sarja und stieg 2022 aus dieser in die viertklassige II-divisioona ab.

## Geschichte
Nach der Saison 2004/05 fusionierten die beiden Herrenmannschaften der Vereine Kiekko-Oulu und Laser HT, die beide in der Suomi-sarja – der dritten Spielklasse – spielten, zu Kiekko-Laser. Die Juniorenmannschaften der Vereine verblieben jedoch bei ihren Stammvereinen.
2010 gewann der Club die Meisterschaft der Suomi-sarja und durfte an den Relegationsspielen zur Mestis teilnehmen. Im entscheidenden Spiel um den Aufstieg besiegte K-Laser Rovaniemen Kiekko mit 4:2 und stieg damit in die Mestis auf. Im Dezember 2011 meldete der Club Insolvenz an und stellte den Spielbetrieb ein. Der gesamte Spielerkader inklusive Trainerteam wurde fristlos freigestellt.
In der Saison 2013/14 kehrte das Männerteam in den Spielbetrieb zurück und nahm zunächst an der III-divisioona teil. Zur Saison 2014/15 stieg Kiekko-Laser in die Division II auf. Vor der Saison 2016/17 entschied sich das Team, zum Namen Laser HT zurückzukehren und beendete die Zusammenarbeit mit den Juniorenmannschaften von Kiekko-Laser.

## Bekannte ehemalige Spieler
| - Juho-Tuomas Appel - Tatu Backman - Markku Erholtz - Petri Halme - Arto Holtinkoski - Jyri Junnila - Henrik Juntunen | - Antti Karhula - Tomi Karhunen - Toni Kirén - Jari Kontio - Ville-Matti Koponen - Harri Korpela - Tommi Leinonen - Joni Liljeblad | - Tomi Peltonen - Mikko Purontakanen - Mikko Saavinen - Sami Siltavirta - Tomi Ståhlhammar - Jani Södö - Pekka Saarenheimo | - Markus Granlund - Mikael Granlund - Oskari Korpikari - Janne Kurikka - Tommi Paakkolanvaara - Tomi Pekkala - Pekka Rinne |